# 베니스의 상인 (2004년 영화)
베니스의 상인(The Merchant Of Venice)은 영국, 이탈리아, 룩셈부르크에서 제작된 마이클 래드포드 감독의 2004년 드라마 영화이다. 윌리엄 셰익스피어의 동명의 희곡을 바탕으로 제작되었다. 알 파치노 등이 주연으로 출연하였고 캐리 브로코 등이 제작에 참여하였다.

## 출연

### 주연
- 알 파치노 : 샤일록 역
- 제레미 아이언스 : 안토니오 역
- 조셉 파인즈 : 베사니오 역
- 린 콜린스 : 포시아 역

### 조연
- 줄레이카 로빈슨 : 제시카 역
- 크리스 마셜 : 그라티이노 역
- 찰리 콕스 : 로렌조 역
- 헤더 골덴허쉬 : 네리사 역
- 맥켄지 크룩 : 란슬롯 고보 역
- 존 세션스 : 살레리오 역
- 그레고르 피셔 : 솔라니오 역
- 론 쿡 : 늙은 고보 역
- 알랜 코드너 : 투바 역
- 안톤 로저스 : 공작 역
- 데이빗 해르우드 : 모로코 왕자 역
- 안토니오 길-마틴네즈 : 아라곤
- 알 웨버 : 스테파노 역
- 노버트 콘 : 벨라리오 박사 역
- 마크 메이스 : 쿠쉬 역
- 장-프랑수아 울프 : 독일인 카운터 역
- 피에터 라이멘스 : 영국인 남작 역
- 스테판 코지악 : 군인 역
- 탐 레익 : 프랑스인 귀족 역
- 줄리스 워너 : 프란체스코 수도사 역
- 토니 쉬에나 : 레오나르도 역
- 줄리안 네스트 : 사무원 역

## 제작진
- 원작자: 윌리엄 셰익스피어
- 공동제작: 나이젤 골드색
- 공동제작: 지미 드 브라번트
- 공동제작: 에드위그 페네치
- 공동제작: 루치아노 마르티노
- 공동제작: 이스티투토 루세
- 라인프로듀서: 장-클로드 쉬림
- 협력프로듀서: 클리브 월드론
- 미술: 브루노 루베오
- 미술: 존 번커
- 분장-헤어: 앤 부채넌
- 의상: 새미 쉘던
- 배역: 샤론 하워드-필드